# Vietcong
Vietcong — тактический шутер по мотивам событий войны во Вьетнаме. Игра была разработана компаниями Pterodon, Illusion Softworks, и издана компанией Gathering в апреле 2003 года для платформы PC.

## Разработка
Для создания достоверных пейзажей, группа художников ездила по Чехии, фотографируя различные материалы и предметы для создания текстур. Кроме того, компания направила часть сотрудников в экспедицию во Вьетнам, где они совместно с учеными Карлового университета (г. Прага) участвовали в биологических исследованиях и привезли множество эскизов флоры из ботанических садов для реалистичного воспроизведения вида вьетнамских джунглей.

## Сюжет
Главный герой игры — сержант 1-го класса Стив Хокинс, служащий в Силах специального назначения Армии США («зелёные береты»). Действие происходит в период с июня 1967 по январь 1968 года в районе лагеря спецназа Нуй-Пек (в реальности не существовавшего) в Южном Вьетнаме на границе с Камбоджей. Хокинс и его группа А выполняют ряд различных миссий против Вьетконга и сил Северного Вьетнама. В финале игры армия Северного Вьетнама начинает массированную атаку на Нуй Пек. Войска США пытаются отразить атаку и отбросить врага, но тщетно. Тогда комендант лагеря капитан Розенфилд принимает необычное, но важное решение — эвакуировать лагерь и уничтожить его вместе с проникшим туда врагом.

## Игровой процесс
Игровой процесс стандартен для тактического экшена.

### Однопользовательская игра
Действия игры разворачиваются в 1967—1968 годах. Игроку предлагают пройти тернистый путь вьетнамских сражений стопами сержанта первого класса Хокинса, американского спецназовца, добровольно вызвавшегося отправиться во Вьетнам. По ходу игры протагонисту будут помогать его верные друзья: пулемётчик Хорнстер, медик Крокер, радист Дефор, сапёр Бронсон и проводник Нхут.
В целом, все миссии однопользовательской игры можно поделить на две категории:
- Search & Destroy — задачи выполняются силами всего отряда или большей его части. Обычно это — зачистка участков джунглей, спасательные операции, оборона объектов.
- Solo Missions — протагонист выполняет задачу в одиночку. Часто причиной отделения от отряда становятся малые габариты Хокинса — благодаря своей худобе и небольшому росту он без проблем может залезать в туннели, рассчитанные на вьетнамцев, то есть, действовать, как «туннельная крыса».

Между миссиями мы находимся на базе американского спецназа, где у Хокинса есть собственный блиндаж. В нём можно прочитать дневник протагониста, куда он заносит некоторые интересные факты, не отображенные в игре, просмотреть личные дела военнослужащих его подразделения, изучить характеристики различных типов оружия, а также — детали предстоящей операции. На стрельбище можно пострелять из новых видов оружия и экипироваться перед новой миссией.

### Многопользовательская игра
Многопользовательская игра включает в себя классические режимы игры, такие как:
- Смертельный бой (Deathmatch, DM) — Бой против всех. Игроки начинают с одинаковым оружием и вынуждены собирать новое на карте. Более популярен в игре.
- Командный бой (Team Deathmatch, TDM) — Правила схожи со Смертельным боем, только игроки разделены на команды.
- Захват флага (Capture the Flag, CTF) — Стандартные правила — украсть флаг и принести к своему, при этом не потеряв его. Большинство карт в игре не сбалансированы для этого режима, в результате чего команда находится в невыгодном расположений, либо имеет сильное преимущество. Однако, это более популярный режим, как и Смертельный бой.

Также присутствует режим совместной игры (Cooperative, Coop), где отряд игроков должен зачистить территорию от AI противников. Отряд ограничен 6 игроками.

## Отзывы
| Сводный рейтинг       | Сводный рейтинг |
| Агрегатор             | Оценка          |
| --------------------- | --------------- |
| GameRankings          | 78,07 %         |
| Metacritic            | 74/100          |
| MobyRank              | 78 %            |
| Иноязычные издания    |                 |
| Издание               | Оценка          |
| CVG                   | 8,1/100         |
| Eurogamer             | 7/10            |
| GameRevolution        | C+              |
| GameSpot              | 7,9/10          |
| GameSpy               | [ 10 ]          |
| GameZone              | 8/10            |
| IGN                   | 7/10            |
| Jeuxvideo.com         | 16/20           |
| Русскоязычные издания |                 |
| Издание               | Оценка          |
| Absolute Games        | 85 %            |
| «Страна игр»          | 8/10            |

| Сводный рейтинг | Сводный рейтинг |
| Агрегатор       | Оценка          |
| --------------- | --------------- |
| GameRankings    | 74,50 %         |

| Сводный рейтинг | Сводный рейтинг | Сводный рейтинг | Сводный рейтинг |
| Издание         | Оценка          | Оценка          | Оценка          |
| Издание         | PC              | PS2             | Xbox            |
| --------------- | --------------- | --------------- | --------------- |
| GameRankings    | 78,10 %         | 53,07 %         | 58,96 %         |

Игра заняла третье место в номинации «Лучший Action» (2003) журнала «Игромания».